# Hookeria viridis
Hookeria viridis là một loài Rêu trong họ Hookeriaceae. Loài này được (Renauld & Cardot) Paris mô tả khoa học đầu tiên năm 1900.